# ワカフ・バル駅
ワカフ・バル駅 （ワカフ・バルえき、Wakaf Bharu Railway Station） は、マレーシアのクランタン州ワカフ・バルにある、マレー鉄道イースト・コースト線の駅である。

## 概要
マレー半島北東部のクランタン州の州都コタ・バルの最寄り駅であるが、コタ・バルの市街地からはクランタン川の対岸に当たり、市街地からも5キロほど離れている。そのため、鉄道を利用しようとすれば、タクシーや配車アプリで駅まで行かねばならない。
KTMインターシティの全列車が停車する。
2016年、東海岸鉄道計画が具体化し、ワカフ・バルが終着駅となる計画も浮上したが、2019年1月、鉄道事業計画は高額となる事業費を理由に中止となっている。

## 歴史
- 1914年5月4日 - 駅開業。（タナ・メラ～トゥンパ間開業による。）

## 駅構造
単式ホーム1面1線をもつ地上駅である。駅舎は北西側にあり、ホームに面している。南東側に行違線があり、列車交換をすることができる。

## 駅周辺
コタ・バルの中心地から離れており、ワカフ・バルの集落はコタ・バル市とは別の小規模な村になっている。コタバル市内方面への定期バス路線は無い。